# Памятник воинам-землякам (Харбала 1-я)
«Памятник воинам-землякам, участникам Великой Отечественной войны 1941—1945 гг. и труженикам тыла» — мемориальный комплекс, посвящённый памяти воинов погибших в годы Великой Отечественной войны в селе Харбала 1-я, Хатылынского наслега, Чурапчинского улуса, Республики Саха (Якутия). Памятник истории и культуры местного значения.

## Общая информация
После победоносного окончания Великой Отечественной войны в городах и сёлах республики Якутия стали активно возводить первые памятники и мемориалы, посвящённые павшим солдатам. Памятник воинам-землякам был установлен в самом центре села Харбала 1-я Чурапчинского улуса. В 1970 году в дни празднования 25-летия Победы в Великой Отечественной войне памятник был установлен на Набережной рядом с Хатылынской школой и торжественно открыт. На мраморных плитах нанесены имена всех погибших хараблинцев.
В 2010 году к памятнику прибавился ещё один величественный символ — Поклонный крест, который был установлен за счёт средств индивидуального предпринимателя В. Парсегяна. Настоятель храма Вознесения Господня отец Алексий совершил чин освящения.

## История
По архивным сведениям и документам, в годы Великой Отечественной войны из Хатылынского наслега на фронт в действующую армию были призваны 134 человек, из них 69 погибли и пропали без вести на полях сражений. Высокими государственными наградами были отмечены Е. Д. Догордуров, Г. Н. Иванов, С. А. Кузьмин, В. С. Соловьев, Д. Л. Ядрихинский, Н. А. Сергеев, К. М. Иустинов, А. И. Попов.

## Описание памятника
Памятник представляет собой пилон и мемориальную композицию из 8 прямоугольных стел, который были изготовлены из металлического каркаса и обшиты чёрным гранитом. На шести из них установлены мемориальные таблички с именами тружеников колхозов: «Красная семя» — 118 человек; «Красная армия» — 53 человек. На одной плите размещена памятная гранитная доска Догордурову Егору Дмитриевичу (16.03.1916-28.09.1942) — кавалеру медалей «За отвагу», «Красное знамя», снайперу, разведчику, командиру, лейтенанту. В центральной части расположены две стелы, на которые нанесены имена 150 участников Великой Отечественной войны (1941—1945 гг.) из Хатылынского наслега. В основании памятника нанесена надпись на якутском языке «Ким да умнуллубат, туох да умнуллубат» («Никто не забыт, ничто не забыто») и цифры «1941-1945».
С левой стороны от стел установлен металлический пилон в виде коновязи. Он посвящён десятерым братьям Баиным, участникам Великой Отечественной войны. Три металлических конструкций в виде кольца опоясывает сооружение. В середине пилона установлена табличка с надписью: «1941-1945 Слава братьям Баиным — участникам Великой Отечественной войны (1941—1945 гг.), которые храбро защищали нашу Родину». В верхней части пилона размещены фигуры десяти журавлей, олицетворяющие братьев Баиных, из которых только двое возвратились домой. Общая металлическая ограда огораживает всю мемориальную композицию.
В соответствии с Приказом Министерства культуры и духовного развития Республики Саха (Якутия) "О включении выявленного объекта культурного наследия «Памятник воинам-землякам, участникам Великой Отечественной войны 1941—1945 гг. и труженикам тыла», расположенного по адресу: Республика Саха (Якутия), Чурапчинский улус (район), МО «Хатылынский наслег», с. Харбала-1, памятник внесён в реестр объектов культурного наследия народов Российской Федерации и охраняется государством.